# زبان اشاره مصری
زبان اشاره مصری، زبان اشاره‌ای است که توسط ناشنوایان و کم شنوایان، در مصر استفاده می‌شود.